# Adolf Wallnöfer

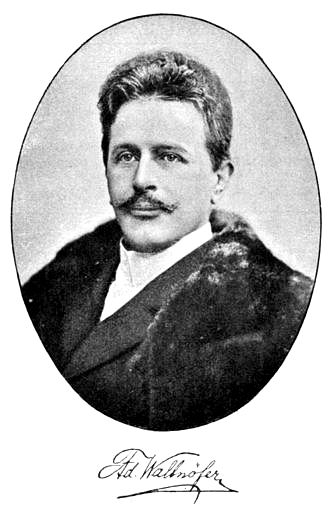
Adolf Wallnöfer.

Adolf Wallnöfer, född 26 april 1854 i Wien, död där 9 juni 1946, var en österrikisk sångare (baryton) och tonsättare.
Wallnöfer utbildade sig i Wien i sång och komposition, skördade stora framgångar som sångare under framträdanden i olika österrikiska och tyska städer samt i Nordamerika och Ryssland, under vilka han framförde Richard Wagners verk. Han var senare verksam som sånglärare i München. Han komponerade en bland annat mängd visor och ballader, några körverk, pianohäften, operan Eddystone (1889) och kammarmusikverk samt framställde i Resonanztonlehre sin sångmetod.